# Gerd Hentschel
Gerd Hentschel (* 15. Juli 1953 in Hannover) ist ein deutscher Slawist und Professor für Slawische Philologie an der Carl von Ossietzky Universität Oldenburg.

## Leben
Gerd Hentschel besuchte das Hölty-Gymnasium in Wunstorf, wo er im Mai 1972 das Abitur bestand. Nach dem Grundwehrdienst studierte er in Göttingen Slavistische Sprach- und Literaturwissenschaft sowie Anglistische Sprachwissenschaft und machte 1981 seinen Magister. 1986 wurde Hentschel an der Universität Göttingen zum Dr. phil. promoviert. 1993 folgte die Habilitation für Slawische Philologie (Sprachwissenschaft) ebenfalls an der Universität Göttingen. Seit April 1993 ist er ordentlicher Professor für Slawische Philologie an der Universität Oldenburg.

## Schriften
- Vokalperzeption und Natürliche Phonologie. Eine kontrastive Untersuchung zum Deutschen und Polnischen. (Dissertationsschrift)
- Konstanten der Kasusvariation: zum Wechsel zwischen Nominativ und Instrumental sowie Akkusativ und Genitiv im Russischen. (Habilitationsschrift)